# هالند، اوهایو
هالند (به انگلیسی: Holland) یک روستا در ایالات متحده آمریکا است که در شهرستان لوکاس، اوهایو واقع شده‌است. هولند ۲٫۵۶ کیلومتر مربع مساحت و ۱٬۷۶۴ نفر جمعیت دارد و ۱۹۵ متر بالاتر از سطح دریا قرار دارد.